# هارولد ليزلي إدواردز
هارولد ليزلي إدواردز هو طيار كندي، ولد في 28 أبريل 1893 في Beckwith, Ontario ‏ في كندا، وتوفي في 15 يونيو 1951 في تورونتو في كندا.